# Odinophora graecator
Odinophora graecator är en stekelart som beskrevs av Aubert 1978. Odinophora graecator ingår i släktet Odinophora och familjen brokparasitsteklar. Inga underarter finns listade i Catalogue of Life.